# Spiders 3D
Pour plus de détails, voir Fiche technique et Distribution.
Spiders 3D ou Araignées 3D au Québec, ou tout simplement Spiders, est un film américain réalisé par Tibor Takács, sorti en 2011[réf. nécessaire].

## Synopsis
À la suite d'un crash dans une station spatiale russe, on retrouve dans les débris une nouvelle espèce d’araignées mutantes et extrêmement dangereuses. Une fois sur Terre, les araignées grossissent à vue d’œil jusqu’à atteindre plusieurs mètres. En quelques heures, c’est l’invasion totale et le chaos dans les rues de New York : la catastrophe ne fait que commencer.

## Fiche technique
- Titre : Spiders 3D
- Titre québécois : Araignées 3D
- Réalisateur : Tibor Takács
- Scénario : Joseph Farrugia & Tibor Takács
- Musique : Joseph Conlan
- Genre : Action, science-fiction, horreur
- Durée : 87 minutes
- Dates de sortie :
  -  États-Unis : 2011[réf. nécessaire] ;
  -  France : 10 avril 2013 directement en DVD.
- Film interdit aux moins de 12 ans lors de sa sortie en France.

## Distribution
- Patrick Muldoon : Jason Cole
- Christa Campbell : Rachel
- William Hope : Colonel Jenkins
- Sydney Sweeney : Emily
- Shelly Varod : Phoebe